# تاج سلطنتی روسیه
تاج سلطنتی روسیه (به روسی: Императорская Корона России) یا  تاج بزرگ سلطنتی (Великая Императорская Корона) از سال ۱۷۶۲ تا انقلاب روسیه در سال ۱۹۱۷، توسط فرمانروایان روسی مورد استفاده قرار می‌گرفت. اولین بار این تاج توسط کاترین کبیر در مراسم تاج‌گذاری استفاده شد و  نیکلای دوم، آخرین کسی بود که آن را بر سر گذاشت. این تاج سال ۱۹۰۶، هنگام مراسم افتتاح مجلس دوما در کاخ زمستانی سنت پترزبورگ در کنار صندلی نیکلای دوم به نمایش درآمد. تاج سلطنتی روسیه هم‌اکنون در خزانه الماس در موزه اسلحه مسکو قرار دارد.

## منبع
- Wikipedia contributors, "Imperial crown of Russia," Wikipedia, The Free Encyclopedia, https://en.wikipedia.org/w/index.php?title=Imperial_crown_of_Russia&oldid=1140229977 (accessed February 27, 2023).